# هلن شولمن
هلن شولمن (انگلیسی: Helen Schulman؛ زادهٔ ۱ آوریل ۱۹۶۱) رمان‌نویس اهل ایالات متحده آمریکا است. از آثار برجسته وی می‌توان به کتاب‌های همراه من بیا (۲۰۱۸)، این زندگی زیبا (۲۰۱۱) و یک روز در ساحل (۲۰۰۸) اشاره داشت. وی در کنار نویسندگی داستان‌های بلند، به کار نوشتن نمایش‌نامه و مجموعه داستان‌های کوتاه هم اشتغال دارد. پنجمین کتاب وی با عنوان، این زندگی زیبا، جزو برجسته‌ترین و پرفروش‌ترین اثر وی به‌شمار می‌رود که نقدهای بسیار درخوری هم دریافت داشت.